# Ensemble diX

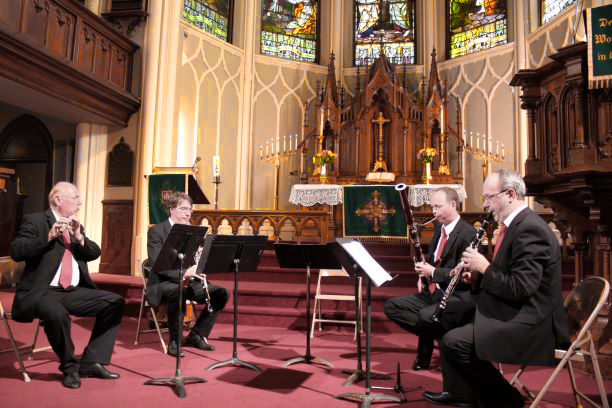
Das ensemble diX in der St.-Pauls-Kirche in New York

Das ensemble diX ist eine Kammermusikformation aus Gera.

## Geschichte
Das ensemble diX besteht aus den Solo-Holzbläsern des Philharmonischen Orchesters Altenburg Gera. Es gründete sich 1999 in Gera und gab sich zu Ehren des in Gera geborenen Malers Otto Dix den Namen „ensemble diX“. Schwerpunkte seines Repertoires sind Vertonungen von Otto-Dix-Gemälden sowie die Präsentation von Kammermusik in ungewöhnlichen Besetzungen; unter anderem in Kombination mit Harfe, Kontrabass, Schlagzeug, Rezitation, Tanz, Chor- oder Sologesang.
Programmhöhepunkte waren:
- 2011 Getroffen?! – eine Dix-Revue in Farbe, Wort und Musik mit sechs Uraufführungen zum 120. Geburtstag von Otto Dix.[2]
- 2013 Sonntags dachte ich an Gott – Erinnerungen an eine Kindheit in Thüringen mit fünf Uraufführungen zu Texten von Lutz Seiler.
- 2016/17 ... und sie bewegte die Worte in ihrem Herzen – Kantate zum Untermhäuser Marienaltar mit der satzweisen Uraufführung einer Marienkantate in neun Themengottesdiensten[3].
- 2017 Ein neues Lied wir heben an – Choralvariationen von Johann Sebastian Bach zu Texten von Martin Luther mit Aufführungen in europäischen und amerikanischen Lutherkirchen anlässlich des Reformationsjubiläums 2017.
- 2019 Mich aber schone Tod – Worte und Musik zu Bildern von Otto Dix anlässlich des 50. Todestages von Otto Dix.
- 2019 Die Weiße Stadt – Bauhaus, Musik und Literatur aus Israel mit vier Uraufführungen zum Festjahr 100 Jahre Bauhaus.[4]
- 2022 Herr, wenn ich nur dich habe – Klanginstallation in den Höhlern von Gera zum 350. Todestag von Heinrich Schütz und 450. Geburtstag von Heinrich II. Posthumus Reuß.[5]

Das Ensemble absolvierte Auftritte in der Frauenkirche Dresden, im Gewandhaus Leipzig, im Museum Gunzenhauser Chemnitz, im Kunstmuseum Stuttgart, im Kunstmuseum Moritzburg Halle, bei verschiedenen nationalen Bach-Festivals sowie international in Polen, Rumänien, den Niederlanden, der Schweiz, Österreich, Florenz, Dublin, London und New York. Gefördert wurde das ensemble diX vom Musikfonds, der Thüringer Kulturstiftung, der Thüringer Staatskanzlei, der Szloma-Albam-Stiftung und der Initiative für Neue Musik Berlin. Es hat zahlreiche Werke bei zeitgenössischen Komponisten in Auftrag gegeben und mehrere CDs produziert.
Beginnend mit dem Jahr 2024 agiert das Ensemble als "ensemble in residence" im Haus Schulenburg Gera (Henry van de Velde Musem) und gestaltet dort eine eigene Konzertreihe.

## Mitglieder
- Andreas Knoop – Flöte, Altflöte, Piccoloflöte
- Albrecht Pinquart – Oboe, Englischhorn
- Hendrik Schnöke – Klarinette, Bassetthorn
- Roland Schulenburg – Fagott

## Auftragskompositionen (Auswahl)

### Zu Gemälden von Otto Dix
- Peter Kerekes (* 1948) – Warteraum [ERDE?] (1998) für Oboe, Klarinette und Fagott zum Bildnis der Eltern I von Otto Dix (1921)
- Karl Heinz Wahren (1933–2021) – Großstadt-Amüsement, drei Tänze für vier (2010/2011) für Flöte, Oboe, Klarinette und Fagott zum Triptychon Großstadt von Otto Dix (1928)
- Stefan Ziethen (* 1971) – Du bist ja kein Mensch (2011) für Bläserquartett und Schlagwerk zum Bildnis des Schauspielers Heinrich George von Otto Dix (1932)
- Steffen Schleiermacher (* 1960) – O, Anita (2011) für Bläserquartett und Schlagzeug zum Bildnis der Tänzerin Anita Berber von Otto Dix (1925)
- Peter Helmut Lang (* 1974) – Vanitas (2010/2011) für Flöte, Englischhorn, Klarinette und Fagott zum Bildnis Vanitas von Otto Dix (1932)
- Wilfried Krätzschmar (* 1944) – Kammerkonzert V, Die Hymnen vom Leuchten der Vergeblichkeit (2010/2011) für Bläserquartett und Schlagzeug zum Bildnis des Dichters Ivar von Lücken von Otto Dix (1926)
- Michael Riessler (* 1957)  – KRALL 1923, für Lautsprecher Publikum (2011) für Bläserquartett, Xylorimba und Orchestrion-Zuspiel zum Bildnis des Juweliers Karl Krall von Otto Dix (1923)
- Ezequiel Diz (* 1977) – Der Triumph des Todes (2012) für Bläserquartett und Klavier zum Gemälde Der Triumph des Todes von Otto Dix (1934)
- Sebastian Keen (* 1969) – Tamara, Blues for wind quartet (2016) zum Bildnis der Tänzerin Tamara Danischewski mit Iris von Otto Dix (1933)
- Olav Kröger (* 1965) – Dix: Landschaft…lauter Bruchstücke (2019) für Flöte, Englischhorn, Klarinette, Fagott und Klavier zum Gemälde Flandern von Otto Dix (1936)

### Zu verschiedenen Themen
- Ralf Kubicek (* 1959) – Trio La op.45,3 Vermischte Choralgedanken für Altflöte, Englisch Horn und Klarinette (2004)
- Sebastian Keen (* 1969) – Rockwood für Bläserquartett (2011)
- Peter Helmut Lang (* 1974) – Delphin oder Schmetterling Acht Sätze einer Kindheit nach Gedichtzitaten von Lutz Seiler (2013)
- Rudolf Hild (* 1961) – wer hinten geht op.217 nach dem gleichnamigen Gedicht von Lutz Seiler für Bläserquartett, Sprecher und Liveelektronik (2013)
- Johannes K. Hildebrandt (* 1968) – Kabel nach dem Gedicht sonntags dachte ich an gott von Lutz Seiler (2013)
- Thomas Stöß (* 1969) – Die Schuldamsel Musik für Holzbläserquartett zu einer Erzählung von Lutz Seiler (2013)
- Thomas Nathan Krüger (* 1986) – distil[k]ling nach dem Gedicht bols ballerina von Lutz Seiler für Bläserquartett und Elektronik (2013)
- Henrik Albrecht (* 1969) – Viel Lärm um nichts Symphonische Dichtung nach William Shakespeare für 4 Solo Holzbläser und Orchester (2014)
- Peter Helmut Lang (* 1974) – ... und sie bewegte die Worte in ihrem Herzen Kammerkantate zum Untermhäuser Marienaltar für Sopran und Holzbläserquartett (2016/17)
- Lothar Voigtländer (* 1943) – Martin LUTHERS 10 Gebote für Sopran und vier Holzbläser (2017)
- Thorsten Encke (* 1966) – Wer bin ich? für Sopran und vier Holzbläser (2017) Text: Dietrich Bonhoeffer
- Thomas Stöß (* 1969) – Christ lag in Todesbanden für Sopran und vier Holzbläser (2017)
- Johannes Wulff-Woesten (* 1966) – Hymne von Ugarit op.40 für Bläserquartett (2018)
- Eres Holz (* 1977) – Colors of emptiness for woodwind quartet (2018)
- Amir Shpilman (* 1980) – Die Weiße Stadt for woodwind quartet (2019)
- Ayal Adler (* 1968) – Fragmented Lines in Time for woodwind quartet (2019)
- Schachar Regev (* 1992) – Legacy for woodwind quartet (2019)
- Peter Helmut Lang (* 1974) – Groteske für Flöte, Oboe, Klarinette und Fagott (2022)
- Wolf-Günter Leidl (* 1949) – Gaudium drolatique Eine schnoecische Cappriccietine für Bläserquartett (2022)
- Thomas Stöß (* 1969) – Vater und Sohn Sechs Episoden für Oboe, Klarinette und Fagott zu Bildergeschichten von e.o.plauen (2023)
- Peter Helmut Lang (* 1974) – La vie marine für Bläserquintett (2024)

## Diskographie
- 2006 entr'acte – Kammermusik aus Frankreich und Spanien für Harfe und Holzbläser, Eigenverlag
- 2007 soli deo gloria – Choralvariationen von Johann Sebastian Bach für Sopran und Holzbläser, Arr. Hendrik Schnöke (Ersteinspielung), Eigenverlag
- 2009 jubiloso – Romantische Kammermusik von Karl Goepfart für Bläser und Klavier (Ersteinspielung), Querstand[9]
- 2014 concerto italiano – Kammermusik aus Italien für Harfe und Holzbläser, Querstand[10]
- 2017 Jahresbilder – Lieder und Kammermusik von Felix Mendelssohn Bartholdy, Arr.: Andreas N. Tarkmann (Ersteinspielung), Coviello[11]
- 2018 und sie bewegte die Worte in ihrem Herzen – Kammerkantate zum Untermhäuser Marienaltar von Peter Helmut Lang (Ersteinspielung), Querstand[12]